# Acacia potosina
Acacia potosina är en ärtväxtart som beskrevs av Nathaniel Lord Britton och Joseph Nelson Rose. Acacia potosina ingår i släktet akacior, och familjen ärtväxter. Inga underarter finns listade i Catalogue of Life.